# Tour de Francia 2004
La 91.ª edición del Tour de Francia comenzó el 3 de julio de 2004 en la ciudad belga de Lieja terminó en París, en el clásico final de los Campos Elíseos, el día 25 de julio de 2004. Se recorrieron un total de 3.395 km repartidos en 20 etapas + el prólogo inicial, y participan 188 corredores repartidos en 21 equipos.
En esta edición destacaron las dos etapas contrarreloj en la última semana, siendo una de ellas una cronoescalada a la mítica cima de Alpe d'Huez.
El vencedor final fue el estadounidense Lance Armstrong, quien conseguía su sexto título consecutivo superando la marca del español Miguel Induráin y estableciendo un nuevo récord de victorias en la ronda francesa. Sin embargo, en 2012 la UCI decidió anular por dopaje todos los resultados del americano desde 1998, de modo que la edición de 2004 se declaró oficialmente sin ganador.

## Etapas
| Etapa   | Fecha       | Recorrido                          | Distancia (km) | Ganador                     | Líder             |
| ------- | ----------- | ---------------------------------- | -------------- | --------------------------- | ----------------- |
| Prólogo | 3 de julio  | Liège-Liège                        | 6,1 (CRI)      | Fabian Cancellara           | Fabian Cancellara |
| 1.ª     | 4 de julio  | Liège-Charleroi                    | 202            | Jaan Kirsipuu               | Fabian Cancellara |
| 2.ª     | 5 de julio  | Charleroi-Namur                    | 197            | Robbie McEwen               | Thor Hushovd      |
| 3.ª     | 6 de julio  | Waterloo-Wasquehal                 | 210            | Jean-Patrick Nazon          | Robbie McEwen     |
| 4.ª     | 7 de julio  | Cambrai-Arras                      | 64 (CRE)       | US Postal                   | Lance Armstrong   |
| 5.ª     | 8 de julio  | Amiens-Chartres                    | 200            | Stuart O'Grady              | Thomas Voeckler   |
| 6.ª     | 9 de julio  | Bonneval-Angers                    | 196            | Tom Boonen                  | Thomas Voeckler   |
| 7.ª     | 10 de julio | Châteaubriant-Saint-Brieuc         | 204            | Filippo Pozzato             | Thomas Voeckler   |
| 8.ª     | 11 de julio | Lamballe-Quimper                   | 168            | Thor Hushovd                | Thomas Voeckler   |
| 9.ª     | 13 de julio | St-Léonard-Guéret                  | 160            | Robbie McEwen               | Thomas Voeckler   |
| 10.ª    | 14 de julio | Limoges-Saint-Flour                | 237            | Richard Virenque            | Thomas Voeckler   |
| 11.ª    | 15 de julio | Saint-Flour-Figeac                 | 164            | David Moncoutié             | Thomas Voeckler   |
| 12.ª    | 16 de julio | Castelsarrasin-La Mongie           | 197            | Ivan Basso                  | Thomas Voeckler   |
| 13.ª    | 17 de julio | Lannemezan-Plateau de Beille       | 205            | Lance Armstrong Sin ganador | Thomas Voeckler   |
| 14.ª    | 18 de julio | Carcassonne-Nîmes                  | 192            | Aitor González              | Thomas Voeckler   |
| 15.ª    | 20 de julio | Valréas-Villard-de-Lans            | 180            | Lance Armstrong Sin ganador | Lance Armstrong   |
| 16.ª    | 21 de julio | Le Bourg-d'Oisans-Alpe d'Huez      | 15 (CRI)       | Lance Armstrong Sin ganador | Lance Armstrong   |
| 17.ª    | 22 de julio | Le Bourg-d'Oisans-Le Grand Bornand | 204            | Lance Armstrong Sin ganador | Lance Armstrong   |
| 18.ª    | 23 de julio | Annemasse-Lons-le-Saunier          | 166            | Juan Miguel Mercado         | Lance Armstrong   |
| 19.ª    | 24 de julio | Besançon-Besançon                  | 55 (CRI)       | Lance Armstrong Sin ganador | Lance Armstrong   |
| 20.ª    | 25 de julio | Montereau-París                    | 163            | Tom Boonen                  | Lance Armstrong   |

## Clasificaciones de la carrera

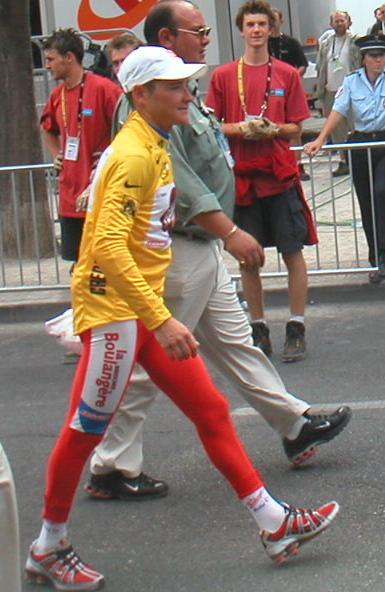
Thomas Voeckler con el maillot de líder

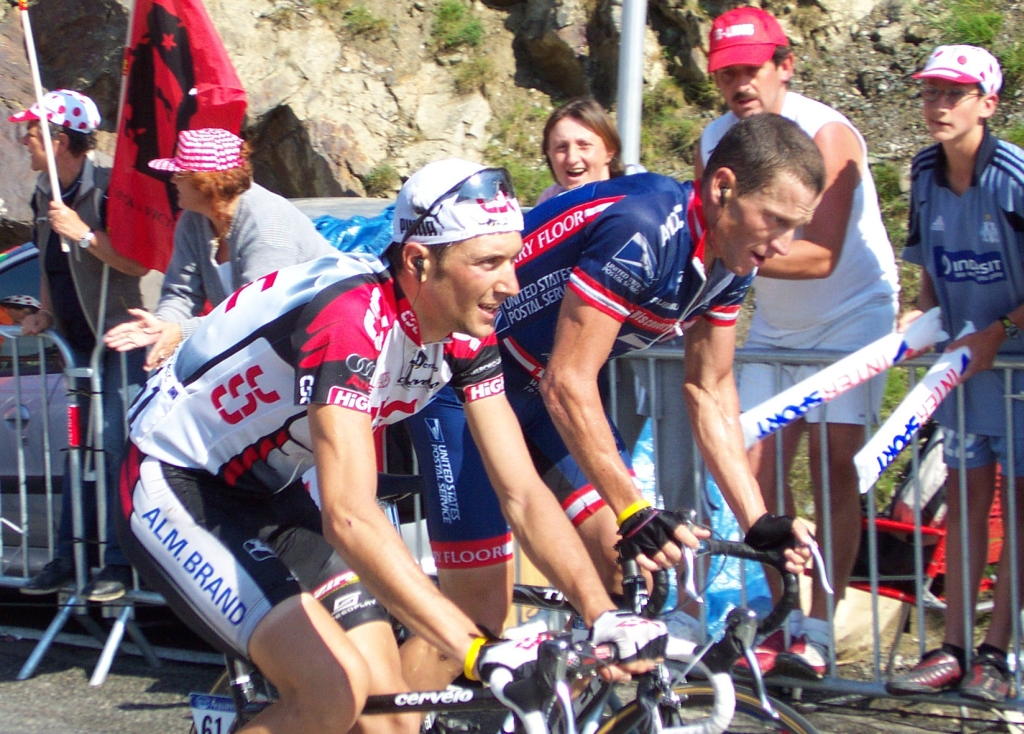
Ivan Basso y Lance Armstrong en el Tourmalet (La Mongie)

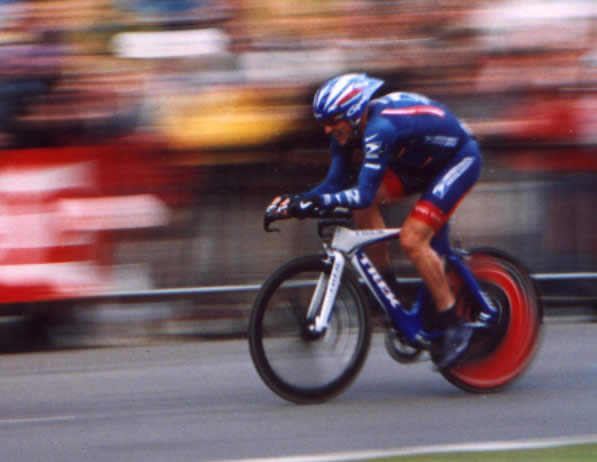
Lance Armstrong en el prólogo

### Clasificación general
| Pos. | Nombre            | Equipo                | Tiempo      |
| ---- | ----------------- | --------------------- | ----------- |
|      | Desierto          |                       |             |
| DSQ  | Lance Armstrong   | US Postal             | 83h 36' 02" |
| 2    | Andreas Klöden    | T-Mobile              | a 6'19"     |
| 3    | Ivan Basso        | CSC                   | a 6'40"     |
| 4    | Jan Ullrich       | T-Mobile              | a 8'50"     |
| 5    | José Azevedo      | US Postal             | a 14'30"    |
| 6    | Francisco Mancebo | Illes Balears-Banesto | a 18'01"    |
| 7    | Georg Totschnig   | Gerolsteiner          | a 18'27"    |
| 8    | Carlos Sastre     | CSC                   | a 19'51"    |
| DSQ  | Levi Leipheimer   | Rabobank              | a 20'12"    |
| 9    | Óscar Pereiro     | Phonak                | a 22'54"    |

### Clasificación de los puntos
| Pos. | Nombre         | Equipo          | Puntos |
| ---- | -------------- | --------------- | ------ |
|      | Robbie McEwen  | Lotto-Domo      | 272    |
| 2    | Thor Hushovd   | Crédit Agricole | 247    |
| 3    | Erik Zabel     | T-Mobile        | 245    |
| 4    | Stuart O'Grady | Cofidis         | 234    |
| 5    | Danilo Hondo   | Gerolsteiner    | 227    |

### Clasificación de la montaña
| Pos. | Nombre            | Equipo               | Puntos |
| ---- | ----------------- | -------------------- | ------ |
|      | Richard Virenque  | Quick Step-Davitamon | 226    |
| DSQ- | Lance Armstrong   | US Postal            | 172    |
| 2    | Michael Rasmussen | Rabobank             | 119    |
| 3    | Ivan Basso        | CSC                  | 119    |
| 4    | Christophe Moreau | Crédit Agricole      | 115    |
| 5    | Jan Ullrich       | T-Mobile             | 115    |

### Clasificación mejor joven
| Pos. | Nombre           | Equipo                 | Tiempo    |
| ---- | ---------------- | ---------------------- | --------- |
|      | Vladímir Karpets | Illes Balears-Banesto  | 84.01'13" |
| 2    | Sandy Casar      | FDJ-Big Mat            | a 3'42"   |
| 3    | Thomas Voeckler  | Brioches La Boulangère | a 6'01"   |
| 4    | Michael Rogers   | Quick Step-Davitamon   | a 16'28"  |
| 5    | Iker Camaño      | Euskaltel-Euskadi      | a 22'03"  |

### Clasificación por equipos
| Pos. | Equipo                            | Nacionalidad   | Tiempo     |
| ---- | --------------------------------- | -------------- | ---------- |
| 1    | T-Mobile Team                     | Alemania       | 248.58'43" |
| 2    | US Postal Service p/b Berry Floor | Estados Unidos | a 2'42"    |
| 3    | Team CSC                          | Dinamarca      | a 10'33"   |
| 4    | Illes Balears-Banesto             | España         | a 52'26"   |
| 5    | Quick Step-Davitamon              | Bélgica        | a 57'33"   |

### Combatividad
- Richard Virenque

## Evolución de las clasificaciones
| Etapa (Vencedor)               | Clasificación general | Clasificación por puntos | Clasificación de la montaña | Clasificación mejor joven | Clasificación por equipos |
| ------------------------------ | --------------------- | ------------------------ | --------------------------- | ------------------------- | ------------------------- |
| Prólogo Fabian Cancellara      | Fabian Cancellara     | Fabian Cancellara        | no se otorgó                | Fabian Cancellara         | US Postal                 |
| 1.ª etapa Jaan Kirsipuu        | Fabian Cancellara     | Thor Hushovd             | Paolo Bettini               | Fabian Cancellara         | US Postal                 |
| 2.ª etapa Robbie McEwen        | Thor Hushovd          | Thor Hushovd             | Paolo Bettini               | Fabian Cancellara         | US Postal                 |
| 3.ª etapa Jean-Patrick Nazon   | Robbie McEwen         | Robbie McEwen            | Paolo Bettini               | Fabian Cancellara         | US Postal                 |
| 4.ª etapa US Postal            | Lance Armstrong       | Robbie McEwen            | Paolo Bettini               | Matthias Kessler          | US Postal                 |
| 5.ª etapa Stuart O'Grady       | Thomas Voeckler       | Robbie McEwen            | Paolo Bettini               | Thomas Voeckler           | US Postal                 |
| 6.ª etapa Tom Boonen           | Thomas Voeckler       | Stuart O'Grady           | Paolo Bettini               | Thomas Voeckler           | Team CSC                  |
| 7.ª etapa Filippo Pozzato      | Thomas Voeckler       | Stuart O'Grady           | Paolo Bettini               | Thomas Voeckler           | Team CSC                  |
| 8.ª etapa Thor Hushovd         | Thomas Voeckler       | Robbie McEwen            | Paolo Bettini               | Thomas Voeckler           | Team CSC                  |
| 9.ª etapa Robbie McEwen        | Thomas Voeckler       | Robbie McEwen            | Paolo Bettini               | Thomas Voeckler           | Team CSC                  |
| 10.ª etapa Richard Virenque    | Thomas Voeckler       | Robbie McEwen            | Richard Virenque            | Thomas Voeckler           | Team CSC                  |
| 11.ª etapa David Moncoutié     | Thomas Voeckler       | Robbie McEwen            | Richard Virenque            | Thomas Voeckler           | Team CSC                  |
| 12.ª etapa Ivan Basso          | Thomas Voeckler       | Robbie McEwen            | Richard Virenque            | Thomas Voeckler           | Team CSC                  |
| 13.ª etapa Sin ganador         | Thomas Voeckler       | Robbie McEwen            | Richard Virenque            | Thomas Voeckler           | Team CSC                  |
| 14.ª etapa Aitor González      | Thomas Voeckler       | Robbie McEwen            | Richard Virenque            | Thomas Voeckler           | T-Mobile                  |
| 15.ª etapa Sin ganador         | Lance Armstrong       | Robbie McEwen            | Richard Virenque            | Thomas Voeckler           | Team CSC                  |
| 16.ª etapa Sin ganador         | Lance Armstrong       | Robbie McEwen            | Richard Virenque            | Thomas Voeckler           | T-Mobile                  |
| 17.ª etapa Sin ganador         | Lance Armstrong       | Robbie McEwen            | Richard Virenque            | Thomas Voeckler           | T-Mobile                  |
| 18.ª etapa Juan Miguel Mercado | Lance Armstrong       | Robbie McEwen            | Richard Virenque            | Thomas Voeckler           | T-Mobile                  |
| 19.ª etapa Sin ganador         | Lance Armstrong       | Robbie McEwen            | Richard Virenque            | Vladimir Karpets          | T-Mobile                  |
| 20.ª etapa Tom Boonen          | Lance Armstrong       | Robbie McEwen            | Richard Virenque            | Vladimir Karpets          | T-Mobile                  |
| Clasificaciones Finales        | Desierto              | Robbie McEwen            | Richard Virenque            | Vladimir Karpets          | T-Mobile                  |

## El Tour en cifras
- 21 equipos tomaron la salida siendo 189 participantes. Estos corredores estaban acompañados por350 ayudantes (director deportivo, mecánicos, médicos, masajistas...) y supervisados por 15 miembros del Colegio de Comisarios.

- El Tour de Francia 2004 fue uno de los más mediáticos con 1200 periodistas acreditados más 1000 técnicos repartidos en 370 agencias de prensa, 70 estaciones de radio locales y nacionales, 75 cadenas de televisión (de las cuales 21 en directo) que retransmitían en 170 países lo que equivalía a 2400 horas de difusión (100 días) para millones de espectadores.

- En total, Tour de Francia 2004 contaba con 1600 vehículos.

- La caravana publicitaria tenía de longitud 20 kilómetros con 200 vehículos asegurando 45 minutos de espectáculo sobre todo el recorrido diariamente en el que se publicitaban 42 marcas diferentes.